# Rottenmann

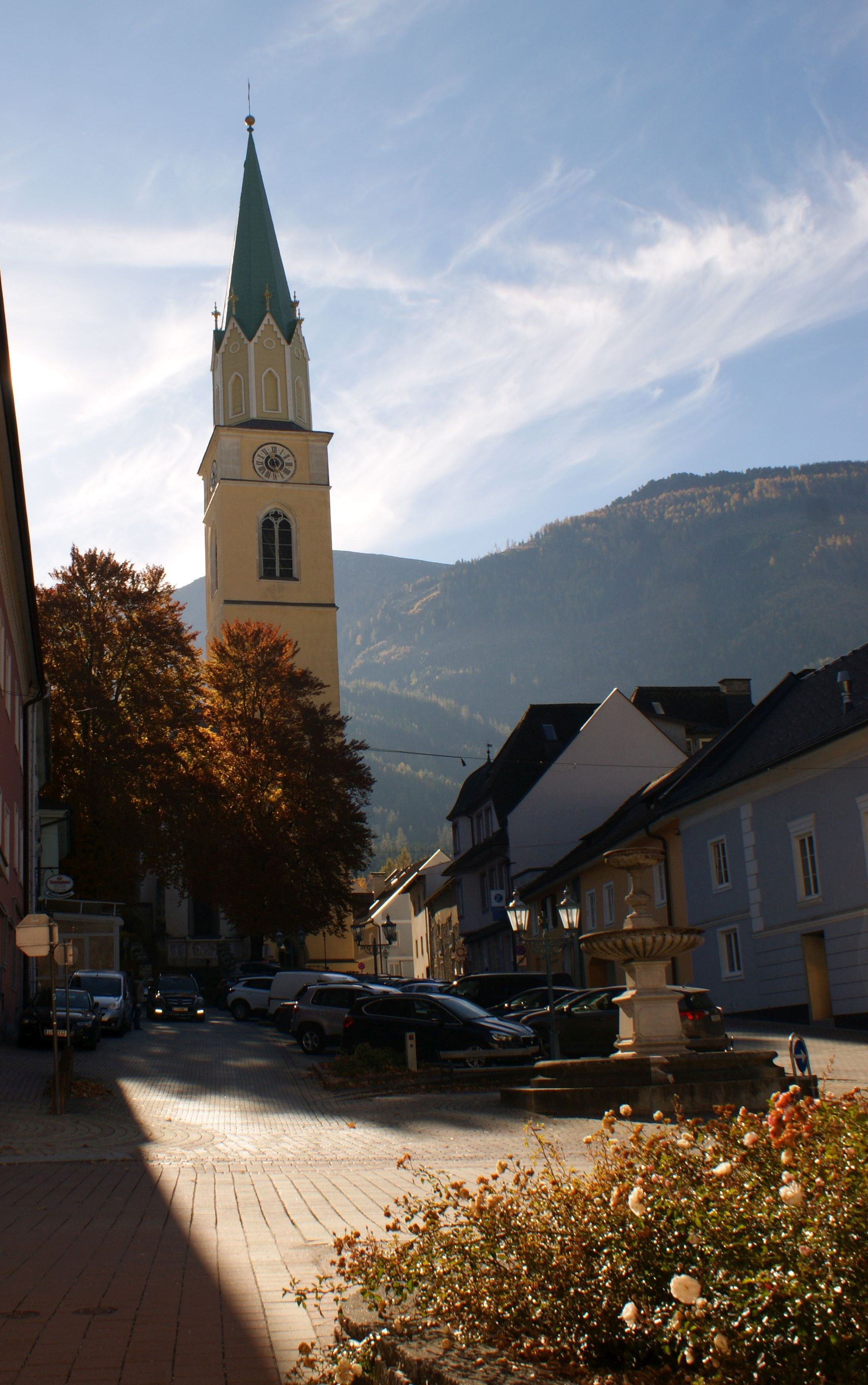
Iglesia Parroquial St. Nikolaus

Rottenmann es una localidad situada en el distrito de Liezen, en el estado de Estiria, Austria. Tiene una población estimada, a principios del año 2022, de 5125 habitantes.
Está ubicada al noroeste del estado, al noroeste de la ciudad de Graz —la capital del estado— y cerca del parque nacional Gesäuse y de la frontera con el estado de Alta Austria.